# 9ª edizione dei British Academy Video Game Awards
La nona edizione dei British Academy Video Games Awards, premiazione istituita dalla British Academy of Film and Television Arts, si è tenuta il 5 marzo 2013 all'Hotel Hilton di Londra ed è stata condotta da Dara Ó Briain. Da questa edizione venne introdotta la categoria "Miglior gioco britannico". Journey è risultato essere il gioco più vincente della serata, ottenendo 5 riconoscimenti su 8 candidature.

## Vincitori e candidati

### Miglior gioco d'azione
- Far Cry 3 – Ubisoft Montreal/Ubisoft
- Borderlands 2 – Gearbox Software/2K Games
- Call of Duty: Black Ops II – Treyarch/Activision
- Halo 4 – 343 Industries/Microsoft Game Studios
- Hitman: Absolution –  IO Interactive/Square Enix
- Mass Effect 3 – BioWare/Electronic Arts

### Miglior gioco portatile o mobile
- The Walking Dead – Telltale Games
- Incoboto – Dene Carter
- LittleBigPlanet (Vita) –  Double Eleven e Tarsier Studios/Sony Computer Entertainment
- New Star Soccer – New Star Games
- The Room – Fireproof Games
- Super Monsters Ate My Condo – Adult Swim/PikPok

### Miglior direzione artistica
- Journey – Matt Nava, Aaron Jessie, thatgamecompany/Sony Computer Entertainment
- Borderlands 2 – Jeramy Cooke, Gearbox Software/2K Games
- Dear Esther – Robert Briscoe, The Chinese Room
- Far Cry 3 – Jean-Alexis Doyon, Vincent Jean, Genseki Tanaka, Ubisoft Montreal/Ubisoft
- Halo 4 – Scott Warner, Kenneth Scott, 343 Industries/Microsoft Game Studios
- The Room – Robert Dodd, Mark Hamilton, Fireproof Games

### Miglior gioco innovativo
- The Unfinished Swan – Giant Sparrow e Santa Monica Studio/Sony Computer Entertainment
- Call of Duty: Black Ops II – Treyarch/Activision
- Fez – Polytron Corporation/Trapdoor
- Journey – thatgamecompany/Sony Computer Entertainment
- Kinect Sesame Street TV – Microsoft Studios e Soho Productions/Microsoft Studios
- Il libro degli incantesimi –  London Studio

### Miglior sonoro
- Journey – thatgamecompany/Sony Computer Entertainment
- Assassin’s Creed III – Ubisoft Montreal/Ubisoft
- Beat Sneak Bandit – Simogo
- Dear Esther – The Chinese Room
- Far Cry 3 – Ubisoft Montreal/Ubisoft
- Halo 4 – 343 Industries/Microsoft Game Studios

### Miglior gioco online
- SongPop – FreshPlanet
- Amateur Surgeon Hospital – Mediatonic
- Dick and Dom’s HOOPLA! – Team Cooper
- Merlin: The Game – Bobbs Studios
- Runescape – Jagex
- The Settlers Online – Blue Byte/Ubisoft

### BAFTA Ones To Watch Award
- Starcrossed – Kajak Games
- Pixel Story – Lamplight Studios
- Project Thanatos – Raptor Games

### Miglior multiplayer online
- Journey – thatgamecompany/Sony Computer Entertainment
- Assassin’s Creed III – Ubisoft Montreal/Ubisoft
- Borderlands 2 – Gearbox Software/2K Games
- Call of Duty: Black Ops II – Treyarch/Activision
- Halo 4 – 343 Industries/Microsoft Game Studios
- Need For Speed Most Wanted – Criterion Games/Electronic Arts

### Gioco dell'anno
- Dishonored – Arkane Studios/Bethesda Softworks
- Far Cry 3 – Ubisoft Montreal/Ubisoft
- FIFA 13 – EA Canada/Electronic Arts
- Journey – thatgamecompany/Sony Computer Entertainment
- Mass Effect 3 – BioWare/Electronic Arts
- The Walking Dead – Telltale Games

### Miglior colonna sonora originale
- Journey – Austin Wintory, thatgamecompany/Sony Computer Entertainment
- Assassin’s Creed III – Lorne Balfe, Ubisoft Montreal/Ubisoft
- Diablo III – Russell Brower, Derek Duke, Glenn Stafford, Blizzard Entertainment
- Thomas Was Alone – David Housden, Mike Bithell
- The Unfinished Swan – Joel Corelitz, Giant Sparrow e Santa Monica Studio/Sony Computer Entertainment
- The Walking Dead – Jared Emerson-Johnson, Telltale Games

### Miglior gioco britannico
- The Room – Fireproof Games
- Dear Esther – The Chinese Room
- Forza Horizon – Playground Games/Microsoft Studios
- LEGO Il Signore degli Anelli – Traveller's Tales/Warner Bros. Interactive Entertainment
- Need for Speed Most Wanted – Criterion Games/Electronic Arts
- Super Hexagon – Terry Cavanagh

### Miglior performance
- Danny Wallace (Narratore) - Thomas Was Alone
- Adrian Hough (Haytham) - Assassin’s Creed III
- Dave Fennoy (Lee Everett) - The Walking Dead
- Melissa Hutchison (Clementine) - The Walking Dead
- Nigel Carrington (Narratore) - Dear Esther
- Nolan North (Nathan Drake) - Uncharted: L'abisso d'oro

### Miglior gioco di debutto
- The Unfinished Swan – Giant Sparrow e Santa Monica Studio/Sony Computer Entertainment
- Deadlight – Tequila Works/Microsoft Studios
- Dear Esther – The Chinese Room
- Forza Horizon – Playground Games/Microsoft Studios
- Proteus – Ed Key, David Kanaga
- The Room – Fireproof Games

### Miglior gioco di sport o fitness
- New Star Soccer – New Star Games
- FIFA 13 – EA Canada/Electronic Arts
- F1 2012 – Codemasters
- Forza Horizon – Playground Games/Microsoft Studios
- Nike+ Kinect Training – Sumo Digital/Microsoft Studios
- Trials Evolution – RedLynx e Ubisoft Shanghai/Microsoft Studios

### Miglior gioco per famiglie
- LEGO Batman 2: DC Super Heroes –
- Clay Jam – Fat Pebble/Zynga
- Just Dance 4 – Ubisoft
- LEGO Il Signore degli Anelli – Traveller's Tales/Warner Bros. Interactive Entertainment
- Minecraft: Xbox 360 Edition – Mojang/Microsoft Studios
- Skylanders Giants – Toys for Bob/Activision e Vivendi Games

### Miglior storia
- The Walking Dead – Sean Vanaman, Mark Darin, Gary Whitta, Telltale Games
- Dishonored – Harvey Smith, Arkane Studios/Bethesda Softworks
- Far Cry 3 – Jeffrey Yohalem, Lucien Soulban, Li Kuo, Ubisoft Montreal/Ubisoft
- Journey – thatgamecompany/Sony Computer Entertainment
- Mass Effect 3 – Mac Walters, BioWare/Electronic Arts
- Thomas was Alone – Mike Bithell

### Miglior gioco di strategia
- XCOM: Enemy Unknown –  Firaxis Games/2K Games
- Dark Souls: Prepare To Die – FromSoftware/Bandai Namco Entertainment
- Diablo III – Blizzard Entertainment
- Football Manager 2013 – Sports Interactive/Sega
- Total War Shogun 2: Fall of the Samurai – The Creative Assembly/Sega
- Great Big War Game – Rubicon Developments

### Miglior design
- Journey – thatgamecompany/Sony Computer Entertainment
- Borderlands 2 – Gearbox Software/2K Games
- Dishonored –  Arkane Studios/Bethesda Softworks
- Far Cry 3 – Ubisoft Montreal/Ubisoft
- The Walking Dead – Telltale Games
- XCOM: Enemy Unknown – Firaxis Games/2K Games

### Fellowship
- Gabe Newell